# Linyphia virgata
Linyphia virgata là một loài nhện trong họ Linyphiidae.
Loài này thuộc chi Linyphia. Linyphia virgata được Eugen von Keyserling miêu tả năm 1886.